# 縱帶直棱魴鮄
縱帶直棱魴鮄為輻鰭魚綱鮋形目牛尾魚亞目角魚科的其中一種，分布於東大西洋區，從挪威至南非好望角海域，包括北海、地中海，棲息深度10-150公尺，體長可達40公分，為底棲性魚類，生活在沙石底質海域，屬肉食性，可做為食用魚。